# Гранд Хотел
„Гранд Хотел“ (на английски: Grand Hotel) е американски драматичен филм от 1932 г. на режисьора Едмънд Гулдинг и е продуциран от Metro-Goldwyn-Mayer. Сценарият на Уилям А. Дрейк е базиран по едноименната пиеса от 1930 г. на Дрейк, който е адаптация на романа Menschen im Hotel от 1929 г. на Вики Баум. Към днешна дата това е единственият филм, спечелил Оскар за най-добър филм, без да е номиниран в друга категория.
Филмът е преработен като „Уикенд в Уолдорф“ (Week-End at the Waldorf) през 1945 г., а също така е послужил като основа за сценичния мюзикъл със същото име от 1989 г. Другия римейк, който ще бъде режисиран от Норман Джуисън, е планиран през 1977 г., който трябваше да се осъществи в MGM Grand Hotel в Лас Вегас, но в крайна сметка проектът пропадна.
„Гранд Хотел“ се оказа влиятелен през годините след първоначалното му издаване. Репликата „Искам да бъда сама“, известна от Грета Гарбо, е поставена номер 30 в AFI's 100 Years... 100 Movie Quotes. През 2007 г. филмът е избран за съхранение в Националния филмов регистър на САЩ от Библиотеката на Конгреса, тъй като е „културно, исторически или естетически значим“.